# 충무로 돈키호테
"충무로 돈키호테"(The Chungmuro Don Quixote)는 한국에서 제작된 김정용 감독의 1996년 코미디, 드라마 영화이다. 조형기 등이 주연으로 출연하였고 권일 등이 제작에 참여하였다.

## 출연

### 주연
- 조형기

### 조연
- 유재영
- 김인자

## 기타
- 제작총지휘: 문종금
- 제작부장: 주성수
- 제작부장: 안대도
- 촬영부: 이동현
- 촬영부: 김택균
- 촬영부: 김택균
- 촬영부: 최정환
- 조명: 정덕규
- 조명부: 남한호
- 조명부: 양우상
- 조명부: 이선영
- 조명부: 김춘호
- 연출부: 장임현
- 연출부: 윤영환
- 스크립터: 백주려
- 조감독: 장임현
- 녹음: 손인호
- 소품: 이상구
- 분장: 정미숙
- 분장: 신민수
- 분장: 김홍림
- 의상: 권유진
- 무술지도: 최강호
- 효과: 이재희